# Schiedea menziesii
Schiedea menziesii är en nejlikväxtart som beskrevs av William Jackson Hooker.
Schiedea menziesii ingår i släktet Schiedea och familjen nejlikväxter. Inga underarter finns listade i Catalogue of Life.

## Bildgalleri

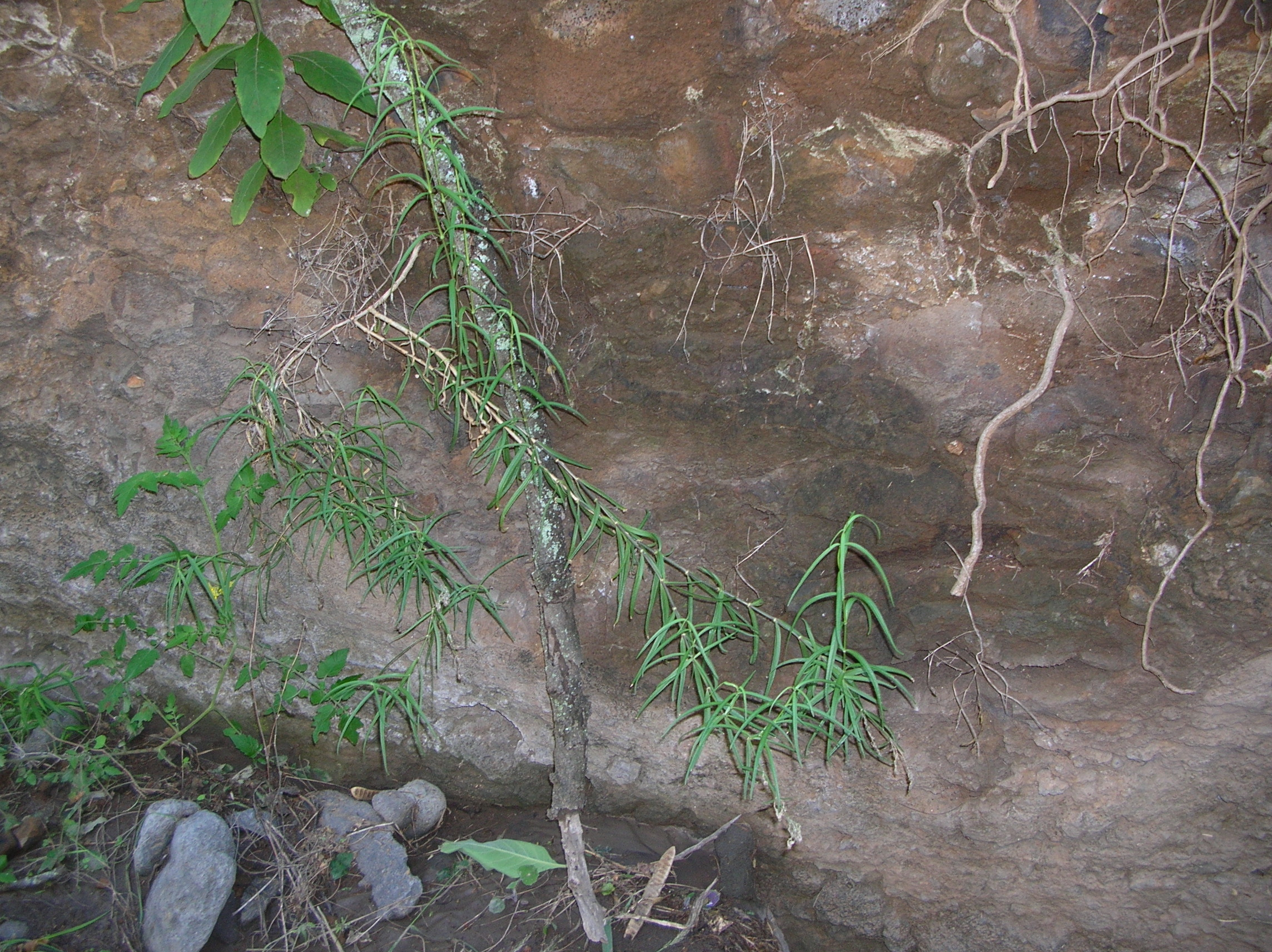
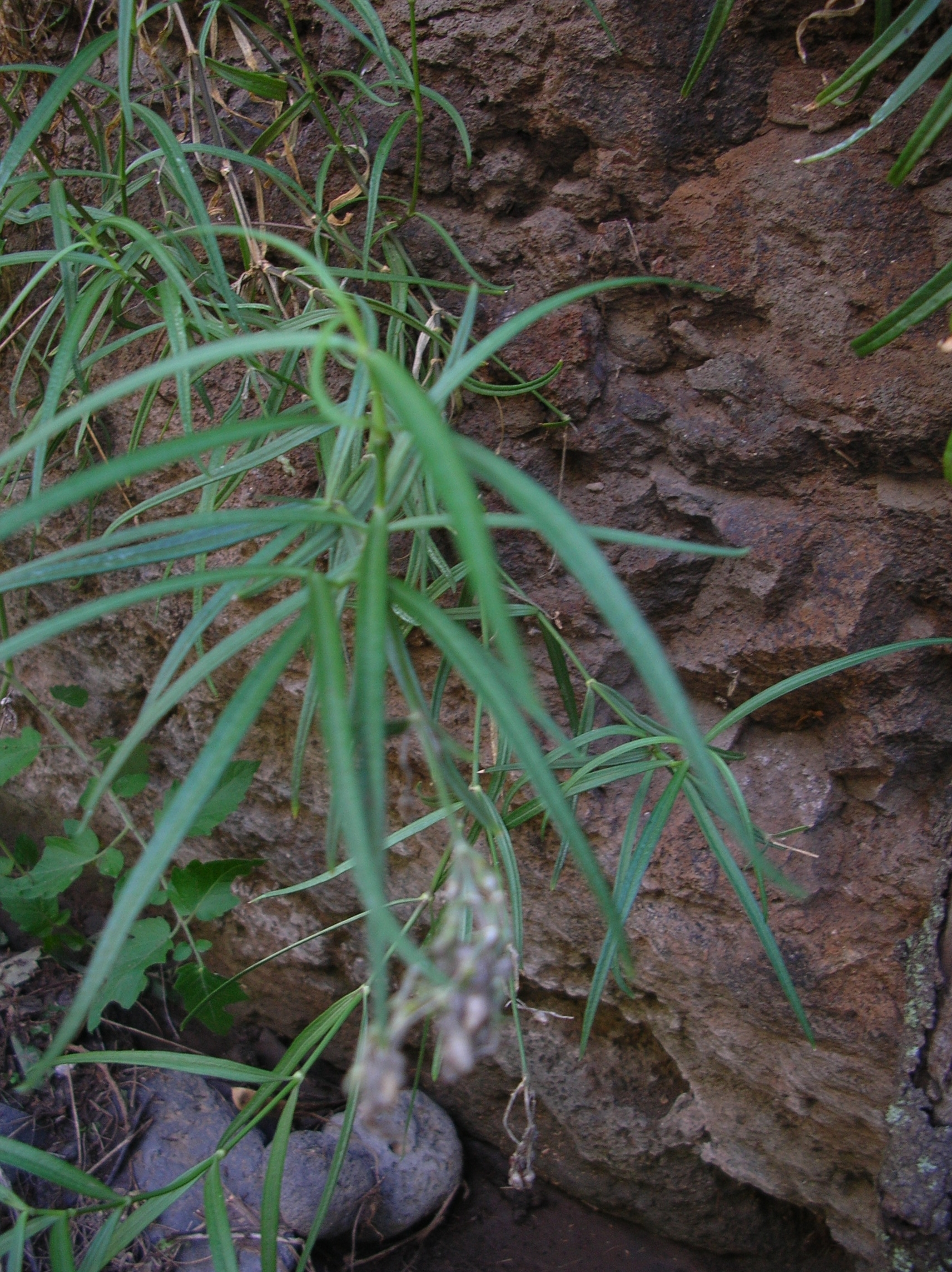
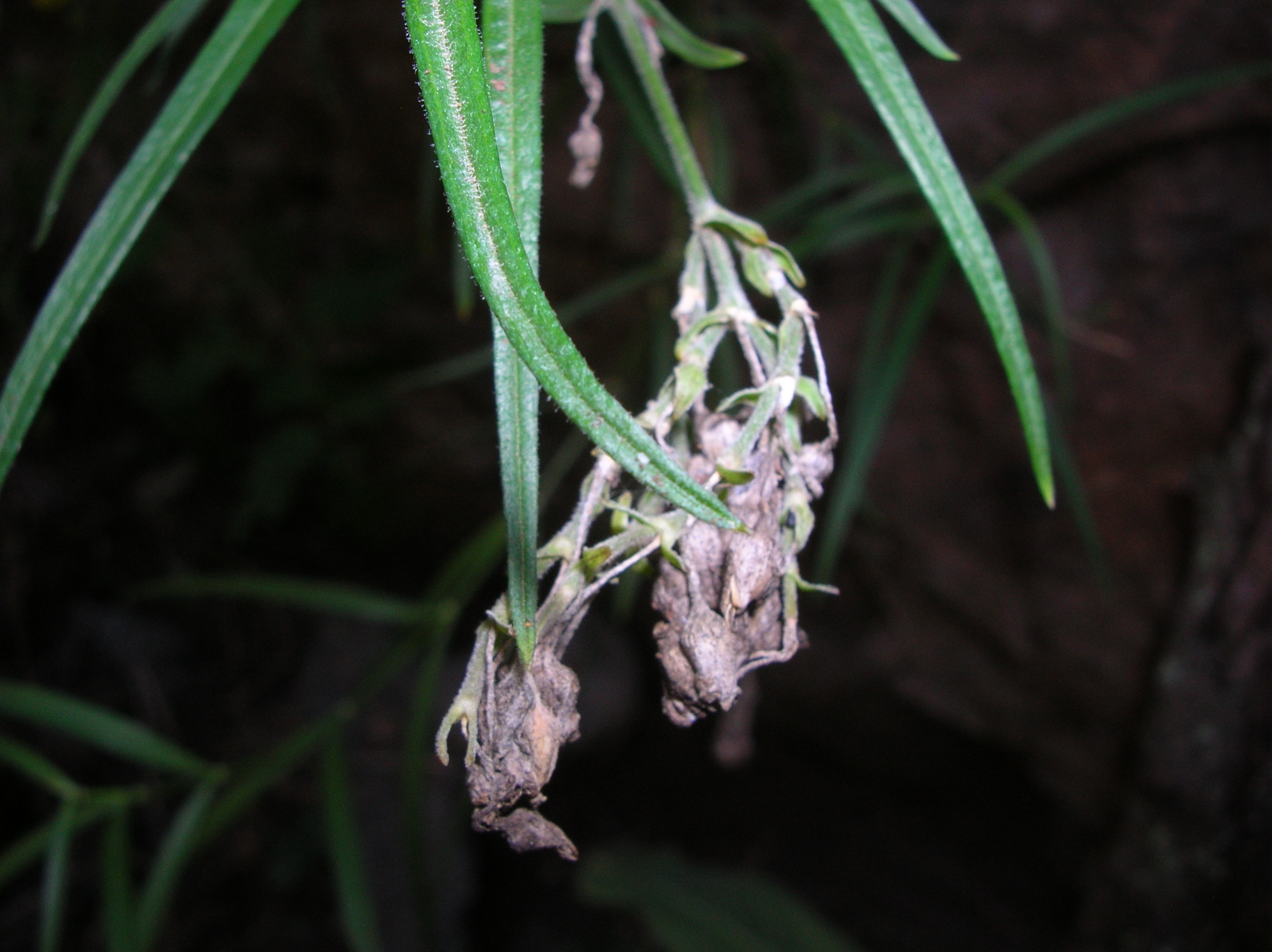
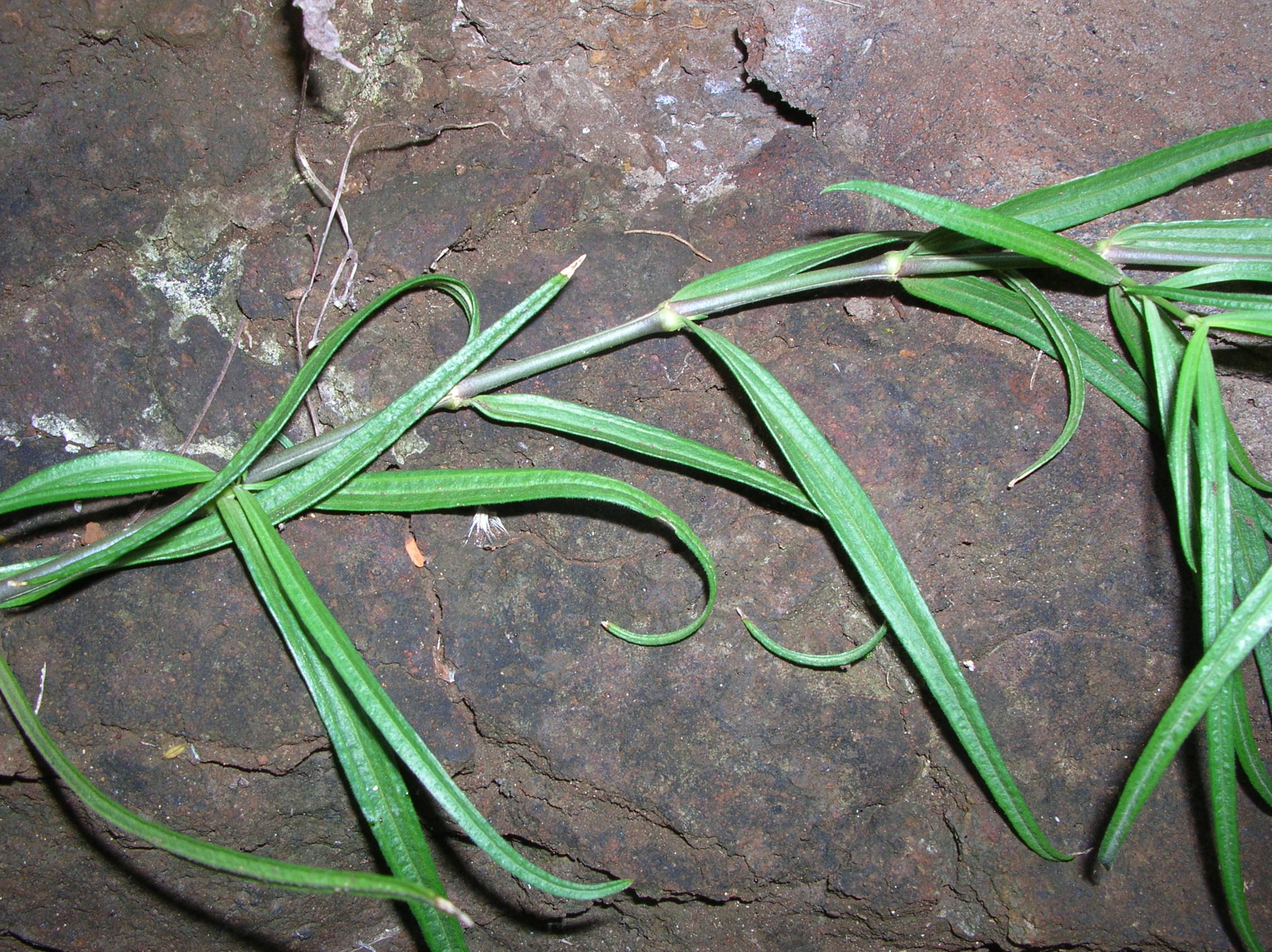
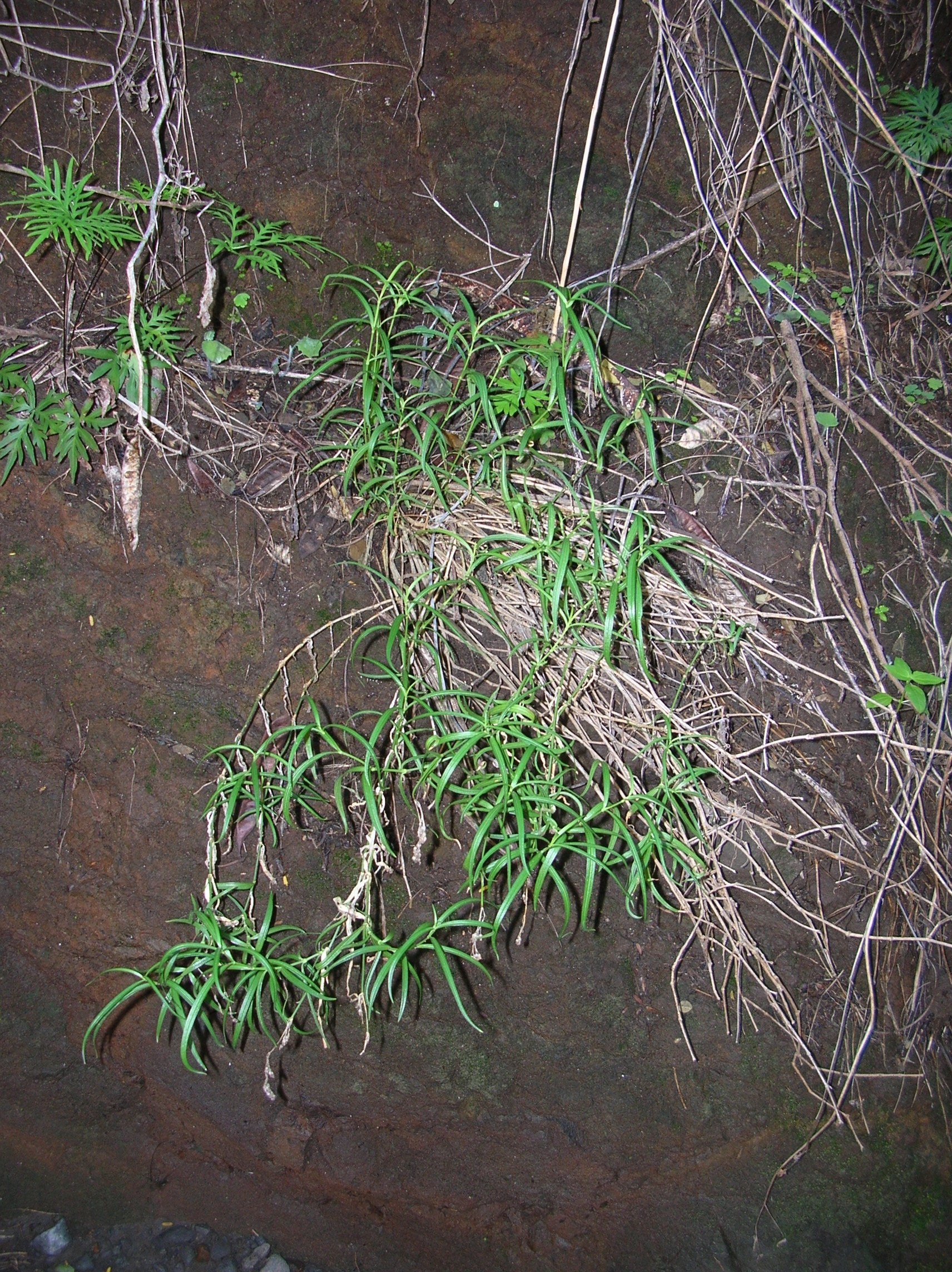
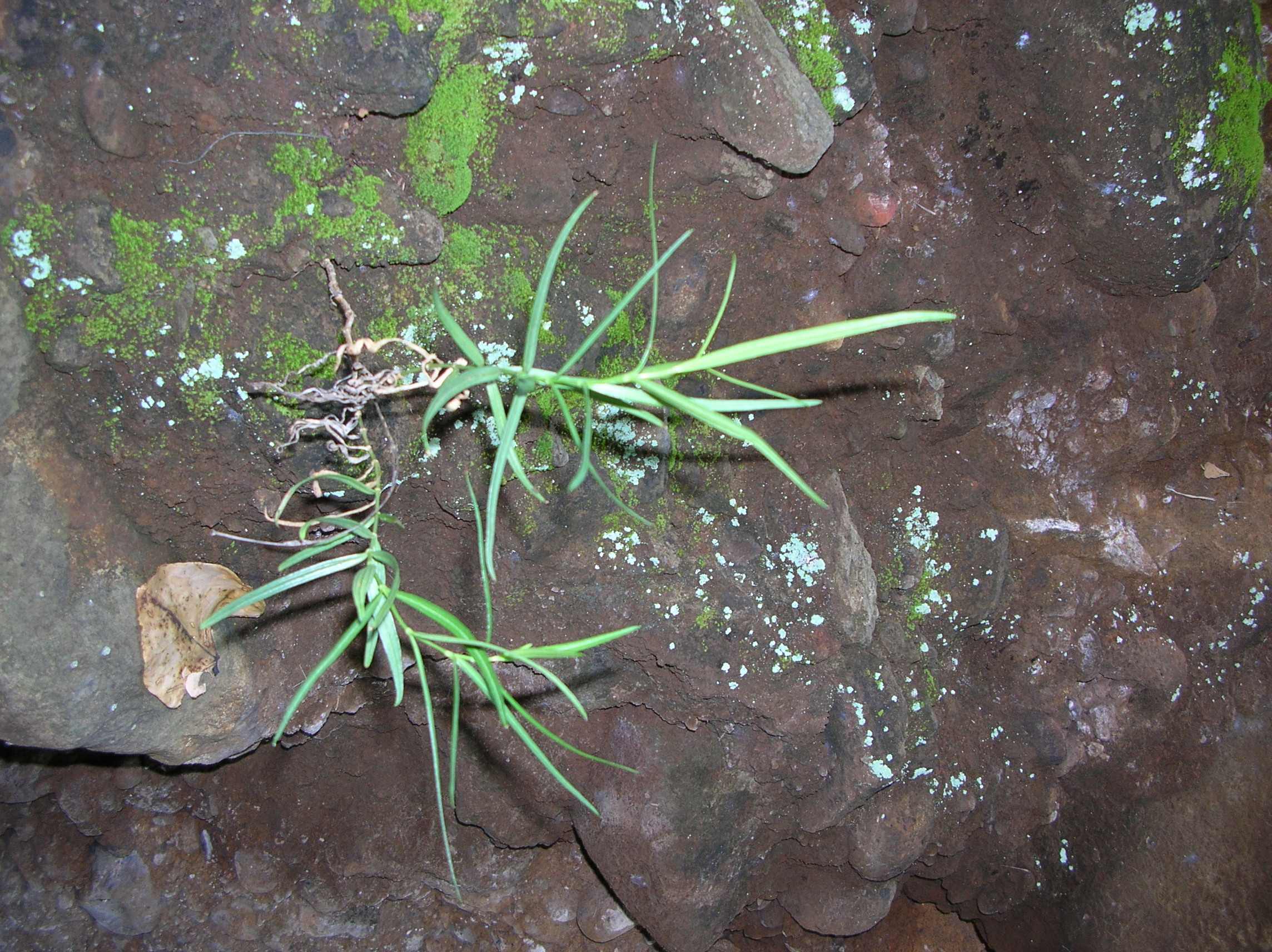